# Claviporella pulchra
Claviporella pulchra är en mossdjursart som beskrevs av William MacGillivray 1887. Claviporella pulchra ingår i släktet Claviporella och familjen Catenicellidae. Inga underarter finns listade i Catalogue of Life.